# علا الأيوبي
علا الأيوبي مواليد دمشق عام 1973، وهي رسامة سورية و فنانة بصرية.

## المعلومات الشخصية
- الولادة : ولدت عام 1973
- الجنسية : سورية
- التعليم :  جامعة دمشق، معهد الفنون الجميلة بدمشق
- المهنة : رسامة و فنانة

## سيرة شخصية
علا الأيوبي درست الرياضيات و العلوم التربوية في جامعة دمشق. وتخرجت من معهد الفنون الجميلة بدمشق . وهي عضو في جمعية الفنون الجميلة السورية.

## بعض أعمالها
تمزج لوحات علا الأيوبي بين وسائل الإعلام المختلفة. وتمثل إبداعاتها صوراً لنساء أكثر شهرة من طفولتها، من الممثلة المصرية فاتن حمامة إلى المطربة اللبنانية فيروز إلى أيقونة الموسيقى المصرية أم كلثوم. تتخللها تراكيبها الديناميكية مع التفاصيل الغنية والملونة، وهي تنقل مشاعرها العاطفية أمام هؤلاء المشاهير.
تستخدم الفنانة لوحة ألوان زاهية وواضحة، وتعطي تقنية الكولاج لها رسومات غنية من القوام. تعرض أعمال علا الأيوبي في سوريا والكويت. يتم تقديم رسوماتها أيضًا في مجموعات خاصة.
في عام 2015، شاركت في الاجتماع الدولي الأول للفن المتوسطي، الذي نظمه مجموعة البحر الأبيض المتوسط. يشارك أربعة عشر فنانًا إسبانيًا وإيطاليًا وسوريًا ومغربيًا وتركيًا في معرض بأسلوب معاصر يمزج بين الرسم والنحت والشعر والتصوير الفوتوغرافي.
في عام 2017، شاركت علا الأيوبي في معرض «الحب الراديكالي: شغف النساء» الذي جمع ما يقرب من 50 فنانة عربية حول الشعر العربي الذي كتبته النساء بشكل رئيسي بين القرن السابع والقرن الثاني عشر. رداً على حظر الرئيس دونالد ترامب للسفر إلى الولايات المتحدة، يرسّخ الفنانون أعمالهم وصورهم في المتعة الجنسية للمرأة.

## المعارض
1. علا الأيوبي، معرض تلال، الشويخ، الكويت، 17-18 نوفمبر 2013 .
2. لاجتماع الدولي لفن البحر الأبيض المتوسط، مجموعة البحر الأبيض المتوسط، مؤسسة دالت فيلا، جزر البليار، 28 يناير - 25 فبراير 2016.
3. الحب الراديكالي: شهوة إناث، معرض القبو، لندن، 14 فبراير - 5 مارس 2017.